# Eppsteiner Tunnel
Der Eppsteiner Tunnel liegt an der westlichen Ausfahrt des Bahnhofs Eppstein der Main-Lahn-Bahn. Trotz seines Namens und der Lage direkt am Eppsteiner Bahnhof sowie des Streckenverlaufs vor und nach dem Tunnel auf Eppsteiner Gebiet liegen sowohl der historische als auch der neue Tunnel auf dem Gebiet der Nachbarkommune Hofheim am Taunus.

## Neuer Tunnel

### Planung und Bau
In der Planung wurden zunächst verschiedene Varianten diskutiert, unter anderem auch ein eingleisiger paralleler Tunnel zu dem bestehenden, den alten Tunnel neu zu verschalen und ebenfalls nur noch für ein Gleis zu nutzen. Wegen der hohen Auslastung der Strecke entschloss sich die Bahn aber, ein zum bestehenden Tunnel parallel verlaufendes zweigleisiges Ersatzbauwerk zu errichten, das den alten Tunnel komplett ersetzt, um den laufenden Verkehr durch die Bauarbeiten so wenig wie möglich zu behindern. Die Entscheidung fiel 2002. Am Osterwochenende 2013 wurde der neue Tunnel in Betrieb genommen.

### Bauwerk
Der Eppsteiner Tunnel ist der einzige Tunnel im Verlauf der Main-Lahn-Bahn, die im Bereich von Eppstein dem gewundenen und engen Dais- bzw. Schwarzbachtal folgt. Der Tunnel führt durch einen Felssporn aus Phyllit, der eine besonders enge Schleife des Lorsbaches verursacht. Der neue Tunnel verläuft wenige Meter südlich des historischen Tunnels, ein Stück weiter im Berg, und ist mit 339 Metern fast 140 Meter länger als sein Vorgänger. In Zusammenhang mit dem Tunnelneubau wurden auch die Gleisanlagen und Bahnsteige im Bahnhof Eppstein umgebaut. Direkt vor dem neuen Tunnel wurde wieder ein Bahnübergang errichtet, auf den wegen der Geländeform nicht verzichtet werden kann. Vor dessen Verlegung auf die Westseite des Bahnhofs befand sich zwischen Bahnübergang und altem Tunnel ein Gleiswechsel.

## Historischer Tunnel

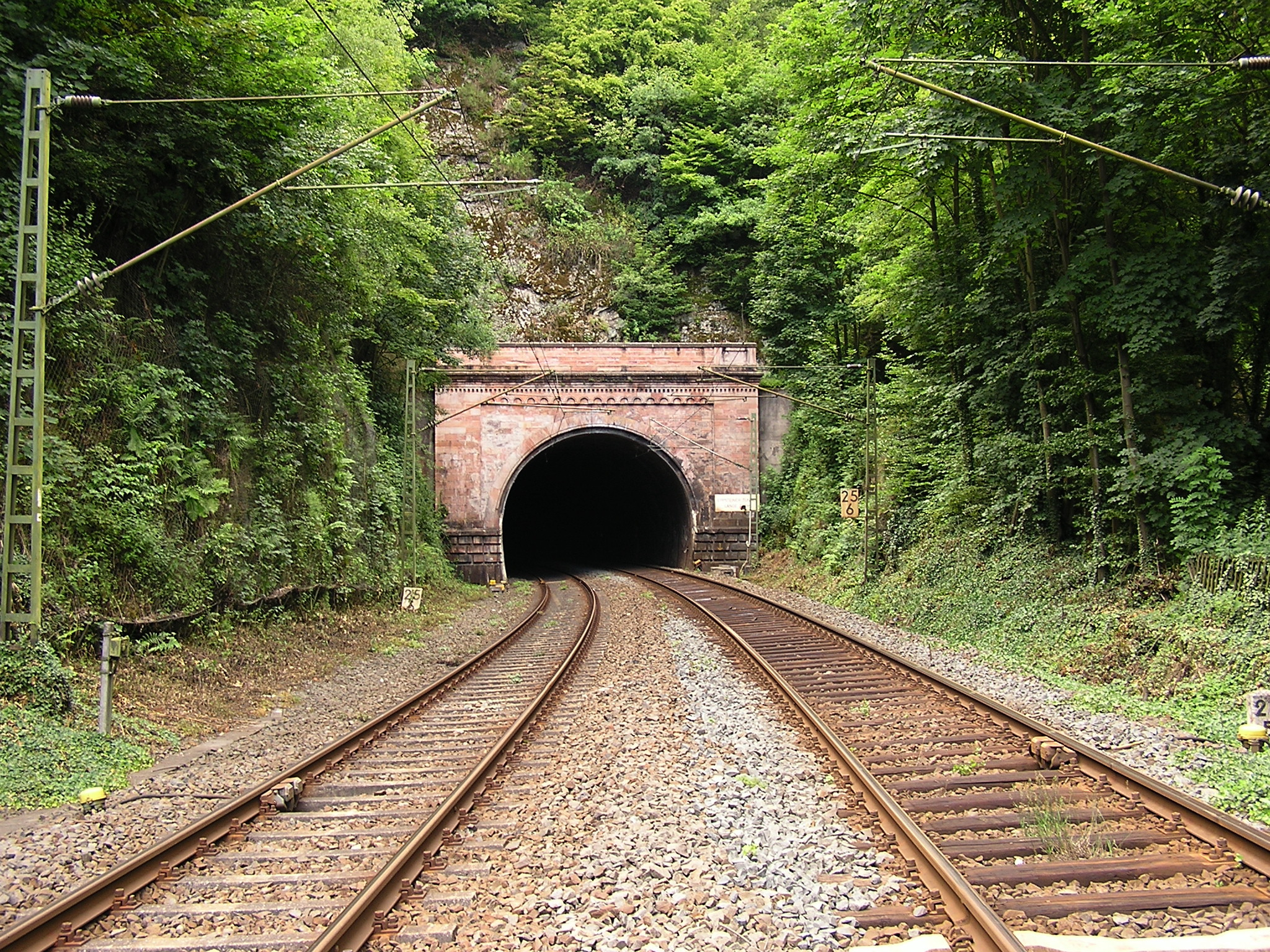
Südostportal des alten Tunnels (2007)

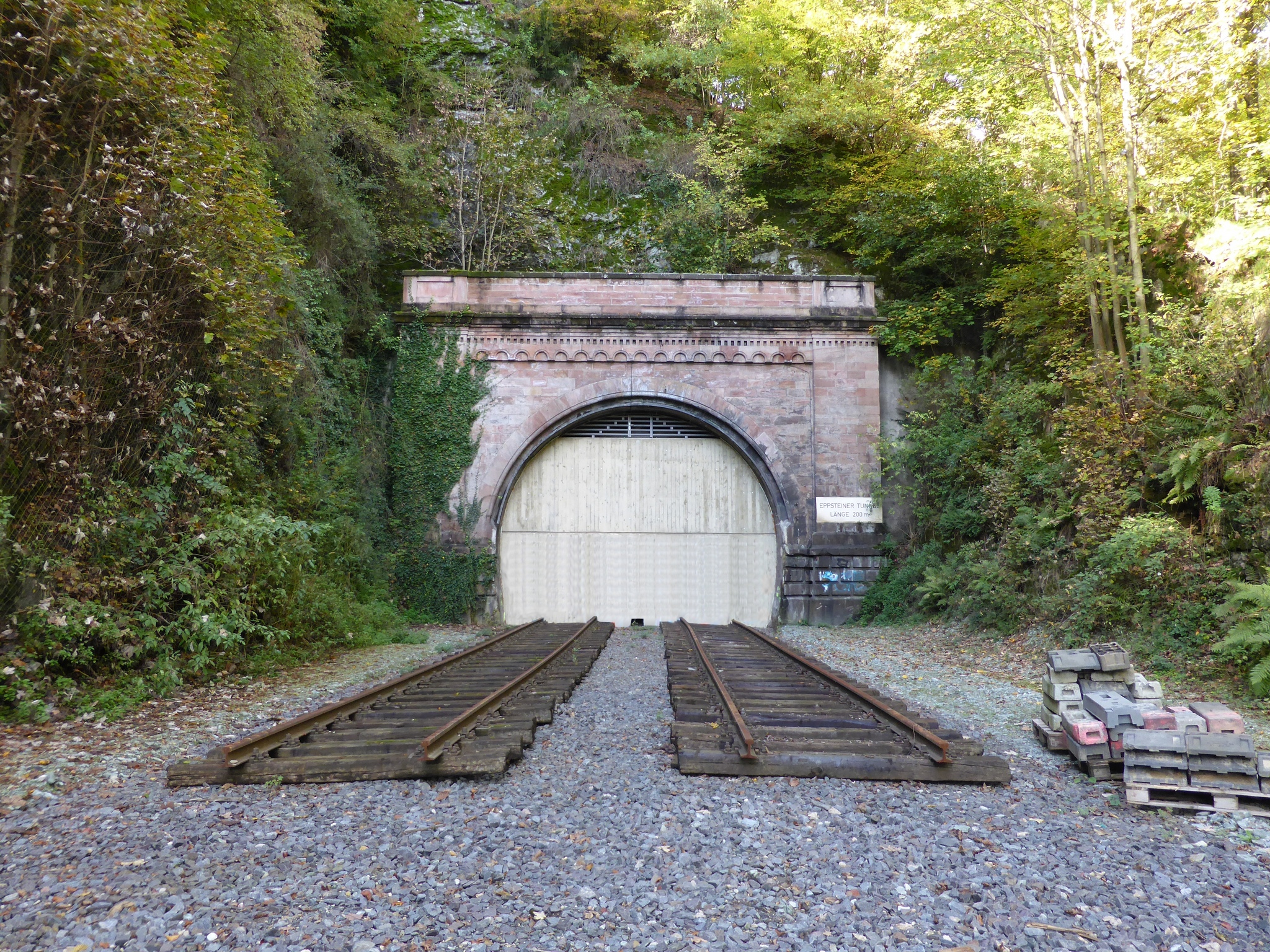
Südostportal des alten Tunnels nach dessen Schließung

Der erste Eppsteiner Tunnel wurde zwischen 1875 und 1877 von der Hessischen Ludwigsbahn errichtet und zweigleisig ausgelegt, obwohl die Strecke zunächst nur eingleisig ausgebaut wurde. Das zweite Gleis folgte erst 1914. Für die Verlängerung der S-Bahn Rhein-Main 1971 bis zum Bahnhof Niedernhausen wurde die Strecke  elektrifiziert, was das Tunnelprofil ebenfalls noch vertrug. Da der historische Tunnel aber keine geschlossene Schale aufwies, sondern nur einen Ausbau in Hufeisenform, war er nach mehr als 120 Jahren Betriebszeit nicht mehr dauerhaft ausreichend stabil gegenüber eindringendem Wasser und Bergdruck. Deshalb kam es – trotz einer Sanierung 1993 – seit 1996 zu Überlegungen, das Bauwerk grundlegend zu erneuern oder zu ersetzen.
Das historische südöstliche Tunnelportal verfügt über eine Sandsteinverblendung in Rustikaquaderung mit Werksteingliedern, Lisenen, Rundbogenfries, Gesims und Zahnfries. Der historische Tunnel ist ein Kulturdenkmal nach dem Hessischen Denkmalschutzgesetz und das Tunnelportal blieb erhalten. Der alte Tunnel wurde mit dem Abraum aus dem neuen Tunnel verfüllt, der zuvor auf dem Gelände des ehemaligen Güterbahnhofs von Eppstein zwischenlagerte, wozu die historische, denkmalgeschützte Güterhalle abgerissen werden musste.